# Rhamphostomella ovata
Rhamphostomella ovata is een mosdiertjessoort uit de familie van de Umbonulidae. De wetenschappelijke naam van de soort is, als Cellepora ovata, voor het eerst geldig gepubliceerd in 1868 door Smitt.